# Секретёв, Сергей Михайлович
Серге́й Миха́йлович Секретёв (17/30 декабря 1907, Санкт-Петербург — 2 декабря 1975, Новосибирск) — директор Новосибирского завода «Электросигнал», лауреат Сталинской премии.

## Биография
Из дворян Области Войска Донского. Сын Михаила Яковлевича Секретёва (1885—1957), инженера-технолога.
Окончил в Москве Первую опытную школу им. И. В. Русакова МОНО Краснопресненского района и специальные чертежно-конструкторские курсы при ней (1923 — 6.6. 1927), Объединенные школу и курсы местного транспорта («ОШКУМТ») (6.10.1927 — 27.6.1928). В 1928 — 1929 учился на механическом факультете Ивановского политехнического института, откуда перевелся на II курс электротехнического факультета МВТУ (с 1930 — МЭИ). 
В связи с арестом и высылкой отца (1931) оставил учебу с IV курса, недоучившись один год. Принят 08.10.1934 на III курс энергетического факультета Ленинградского заочного института технического образования «ВЗИТО» (проучился 2 курса до 1.7.1936). В итоге так и не получил законченное высшее образование.
С 9.6.1931 по 28.8.1951 работал на Радиозаводе Nо 3 УПП НКС (в 1934 завод переведен в Александров Ивановской области, в 1941 эвакуирован в Петропавловск Северо-Казахстанской области, в 1945 переименован в завод Nо 641 2-го Главного управления МПСС СССР): 
- 09.06.1931 — конструктор технического отдела
- 03.03.1932 — техник-конструктор,
- 01.07.1932 — старший конструктор.
- 09.05.1936 — начальник конструкторского бюро технического отдела,
- 23.08.1940 — главный конструктор,
- 10.05.1945 — главный инженер,
- 26.07.1946 — главный инженер и заместитель директора.

В 1951—1973 гг. директор Новосибирского завода «Электросигнал» (до 1966 г. завод Nо 590 2-го Главного управления МПСС СССР). За период его руководства освоено более 30 новых изделий, объём производства увеличился в 4 раза.
С 1973 г. на пенсии.
Сталинская премия за 1949 год — за разработку образца новой радиотехники.
Награждён орденами Трудового Красного Знамени (06.03.1962), «Знак Почета» (19.09.1968), медалями «За доблестный труд в Великой Отечественной войне 1941-1945 гг.» (06.06.1945), «За освоение целинных земель» (20.10.1956). Почётный радист СССР.
Умер 2.11.1975 в Новосибирске, похоронен на Заельцовском кладбище.

Могила Секретёва на Заельцовском кладбище Новосибирска